# Heinz Anstock
Heinz Anstock (* 13. März 1909 in Elberfeld; † 21. August 1980 in Sinzig) war ein deutscher Germanist und Gymnasiallehrer.

## Leben
Heinz Anstock studierte an den Universitäten Bonn, München, Heidelberg und Paris Romanistik und Germanistik. Anfang 1933 meldete er sich in Bonn zum Staatsexamen und legte seine Examensarbeit vor. Da er in sozialistischen Organisationen aktiv war, wurde er am 28. Februar 1933 verhaftet und saß bis Mai 1933 im Gefängnis und wurde von der Universität relegiert. Er versuchte sein Studium an der Universität Köln fortzusetzen und kam in Kontakt zu Leo Spitzer der kurz darauf an die Universität Istanbul ging. Im Oktober 1933 setzte Anstock sein Studium an der Universität Basel fort. 1934 ging er auf Einladung von Spitzer nach Istanbul und wurde Dozent an der Fremdsprachenschule (Yabancı Diller Okulu) der Universität Istanbul. Seit 1935 unterrichtete er daneben an einem türkischen Gymnasium, dem Haydarpaşa Lisesi, in Istanbul. 1944 wurde er als Deutscher interniert, nahm nach dem Kriegsende seine Lehrtätigkeit in Istanbul wieder auf. 1954 kehrte er nach Deutschland zurück, wo er 1955 das Staatsexamen ablegte, woraufhin er als Lehrer an die Deutsche Schule Istanbul entsandt wurde. Von 1961 bis zu seiner Pensionierung 1974 war er deren Direktor. Im September 1974 erhielt er das Bundesverdienstkreuz 1. Klasse. Seinen Ruhestand verbrachte er in Sinzig, der Heimat seiner zweiten Ehefrau Erika (1924–2017).

## Sammlung
In seiner Zeit in Istanbul sammelte er Antiken, meist kleinere, günstigere Objekte. Ein besonderes Interesse entwickelte er für byzantinische Objekte. Nach seinem Tod gelangten zahlreiche Stücke der Sammlung in verschiedene Museen. Das Römisch-Germanische Zentralmuseum Mainz erwarb 1984 insgesamt 574 Bronzeobjekte aus Kleinasien, die neben vorgeschichtlichen, römischen und byzantinischen Fibeln und Armreifen vor allem etwa 400 byzantinische Gürtelschnallen umfassten. Im Jahr 2009 erwarb das Badisches Landesmuseum Karlsruhe 35 Objekte der Sammlung Anstock. Ein palmyrenisches Grabrelief aus der Sammlung schenkte die Witwe 2010 dem Vorderasiatischen Museum in Berlin. Neun Enkolpien (Reliquienkreuze) wurden 2014 vom Römisch-Germanischen Zentralmuseum Mainz erworben.

## Veröffentlichungen
- mit Julius Stern: Türkler için Almanca / Deutsch für Türken. Istanbul 1938; Band 2. Istanbul 1939. 7. Auflage Istanbul 1974.
- Über Winckelmanns und Goethes Begegnungen mit dem Mythos von Orpheus und Eurydike. In: Goethe'yi Anma Yazilari. İstanbul Üniversitesi, Istanbul 1950, S. 70–120.
- Deutsche Syntax. Lehr- und Übungsbuch. Edebiyet Fakültesi, Istanbul 1954.
- Der Konjuktiv im Deutschunterricht. In: Alman Dili ve Edebiyatı Dergisi. 3, 1956, S. 129–142 (Digitalisat).
- Festschrift zum 90-jährigen Bestehen der Deutschen Schule, Istanbul. Istanbul 1958.
- Aus Geschichte und Gegenwart unserer Beziehungen zur Türkei. In: Mitteilungen. Deutsch-Türkische Gesellschaft Bonn. 1979, S. 1–9.
- Aufzeichnungen für unsere Kinder. Jacobs, Minden 2007; Zweitausgabe Anstock, Sinzig 2014.